# Michael Frayn
Michael Frayn (* 8. září 1933, Londýn) je anglický dramatik a spisovatel. Je především znám jako autor frašky z divadelního prostředí Noises Off a dramatu Kodaň.
Michael Frayn je synem obchodníka s azbestem a houslistky. Po smrti matky musel odejít z prestižní soukromé školy a základní vzdělání dokončil na státních školách. Střední školu ukončil v roce 1953, po absolvování vojenské služby, během níž se začal učit rusky, studoval v Cambridgi francouzštinu, ruštinu a filozofii. Od roku 1957 pracoval jako novinář pro Manchester Guardian a později The Observer. Je také znám jako autor dokumentárních pořadů BBC o světových velkoměstech a londýnských předměstích.
Později se začal věnovat dramatické tvorbě. Známé jsou jak jeho rozsáhlejší hry (Noises Off - do češtiny překládáno jako „Zepředu, zezadu (Bez roucha)“, „Ještě jednou zezadu“, „Sardinky na scénu“, „Dvakrát zezadu“, a mnoha dalšími názvy) tak i aktovky (Číňani, Nový Don Quijote) a překlady či interpretacemi ruské klasiky (Čechov).
Jeho jednoaktovku Nový Don Quijote v překladu Petra Zelenky připravil roku 2015 pro své posluchače Český rozhlas Vltava. Režie rozhlasové inscenace se ujal Dimitrij Dudík.